# Rezerwat przyrody Zoborská lesostep
Rezerwat przyrody Zoborská lesostep (słow. Národná prírodná rezervácia Zoborská lesostep) – rezerwat przyrody, zlokalizowany na zach. stokach góry Zobor w grupie górskiej Trybecz na Słowacji. Powierzchnia 23,08 ha.

## Położenie
Leży ok. 1 km na zach. od szczytu Zoboru. Jego tereny, leżące na wysokości od ok. 350 do ok. 435 m n.p.m., obejmują stoki łagodnie opadające z grzbietu biegnącego od Zoboru na pn.-zach, na Meškov vrch (449 m n.p.m.), ku południu i południowemu zachodowi. Tereny rezerwatu leżą na obszarze katastralnym miasta Nitra, w granicach Obszaru Chronionego Krajobrazu Ponitrie.

## Historia
Rezerwat powstał w 1952 r., pierwotnie pod nazwą „Svorad”. Pierwotnie zajmował powierzchnię 24,43 ha w granicach katastralnych wsi Dražovce w powiecie Nitra. Nowelizacja nastąpiła rozporządzeniem Ministerstwa Kultury SSR nr 472/1986-32 z dnia 31 stycznia 1986 r. (z ważnością od 1 maja 1986 r.). W rezerwacie obowiązuje 5 (najwyższy) stopień ochrony.

## Charakterystyka terenu
Głębsze podłoże terenu rezerwatu tworzą granity, na nich spoczywają wapienne utwory jurajskie, widoczne w postaci różnych formacji skalnych (wieże, ścianki, stopnie) z wyraźnymi formami krasowymi (lapiaz). Wytworzyła się w nich nawet niewielka Svoradova jaskyňa. Lokalnie występują skały kwarcytowe.
Z punktu widzenia klimatycznego teren rezerwatu należy do najsuchszych i najcieplejszych rejonów Słowacji. Jako najcenniejszy uznano właśnie skalno-trawiasty, nasłoneczniony fragment stoku nad wymienioną jaskinią.

## Flora
Występujące w rezerwacie zespoły leśne to dąbrowy i lasy dębowo-grabowe z wyspowo występującymi skupiskami dębu omszonego. Na kwaśnym podłożu dominuje dąb bezszypułkowy. W krzaczastych zespołach lasostepu na wapiennym podłożu rosną tu m.in. wiśnia wonna (antypka), kalina hordowina, trzmielina brodawkowata.
Na trawiastych i skalno-trawiastych stokach rosną m.in.: kosaciec niski, miłek wiosenny, sasanka wielkokwiatowa, wieczornik żałobny, dyptam jesionolistny, żeleźniak bulwiasty, oman Inula oculus-christi L., ortanta żółta. Północną granicę występowania ma tu bardzo rzadki, krytycznie zagrożony, endemiczny gatunek tobołków Thlaspi jankae, a zachodnią granicę rozprzestrzenienia na Słowacji tojad południowy. Występują tu także białokwiatowa odmiana maku wątpliwego, czosnek kulisty, oman szorstki, lepnica wąskopłatkowa, jurinea miękka (Jurinea mollis (L.) Reichb.), rzadka Trinia glauca z rodziny selerowatych i przytulinka Cruciata pedemontana. Zespoły roślinne występujące na wapieniach wyraźnie kontrastują z uboższymi w gatunki formacjami na podłożu kwarcytowym.

## Fauna
Występuje tu zwłaszcza wiele gatunków ciepło- i sucholubnych. Spośród gadów są to m.in. wąż Eskulapa i jaszczurka zielona. Rezerwat jest również znany z wielkiego bogactwa kserotermicznych gatunków owadów, zwłaszcza prostoskrzydłych, motyli i chrząszczy. Z tych pierwszych należy wymienić niezdarkę dziewicę i siodlarkę stepową z rodziny pasikonikowatych, z motyli – niepylaka mnemozynę, z chrząszczy – związanych z dąbrowami jelonka rogacza i kozioroga dębosza. Z innych interesujących gatunków należy wymienić modliszkę zwyczajną i największego słowackiego pająka Hogna singoriensis z rodziny pogońcowatych.

## Cel ochrony
Celem ochrony jest zachowanie i ochrona łąki, miejscami przypominających step oraz lasostep na skalistym, wapiennym podłożu z sucholubną oraz ciepłolubną florą i fauną, w grupie górskiej Trybecz, cennych z punktu widzenia naukowego i kulturalno-wychowawczego.

## Turystyka
Północno-wschodnim skrajem rezerwatu przechodzi zielony  szlak turystyczny ze szczytu Zobora do Dražovców. Zachodnim skrajem rezerwatu biegnie natomiast szlak  żółty z Podhoran do Nitry.